# Saint-Romain, Charente
Saint-Romain är en kommun i departementet Charente i regionen Nouvelle-Aquitaine i västra Frankrike. Kommunen ligger  i kantonen Aubeterre-sur-Dronne som ligger i arrondissementet Angoulême. År 2022 hade Saint-Romain 513 invånare.

## Befolkningsutveckling
Antalet invånare i kommunen Saint-Romain
Referens:INSEE